# Miss Mood
Mező Dorottya, művésznevén Miss Mood (Gyöngyös, 1994. augusztus 19.[forrás?] –) magyar énekesnő, dalszövegíró.

## Életútja

### Korai évek
Gyermekkora óta a színpadra készült. 8 évig hegedűn, 2 évig gitáron, majd zongorán is játszott.
14 éves korában, 2008-tól kezdett el komolyan foglalkozni énekléssel. 17 éves korában – miután a Csillag Születik műsorban elutasították –, az RTL Klub szerkesztősége felkínálta neki, hogy induljon az X-Faktor harmadik évadában. A válogatón tovább jutott a legjobb 90 előadó közé, de az élőadásba nem került be, így tehetségkutatós karrierje letört, azonban továbbra is énekléssel foglalkozott. A budapesti Kővirágok Énekiskolában musical, majd pop szakon hallgatott; utóbbin Lajtai Kati tanítványa volt. Közben egy együttesben, a Superfunkban működött közre. 2014-ben a TV2 produkcióban, a Rising Star első évadában tűnt fel, ahol a harmadik fordulóig jutott.

### Első sikerek
A válogatóban énekelt dala által figyelt fel rá a szintén gyöngyösi származású Vaszil Erik rapper, művésznevén Rico, akivel 2014. nyarán kooperált először, s adták ki 2014 augusztusában első közös dalukat Őrült nyár címmel, mely 1 milliós megtekintést nyert a Youtube videómegosztón. Rico Minden Dumám Dráma albumán is felbukkan az énekes nő neve és hangja. Szintén a rapperhez fűződik művészneve is, aki szerint az énekesnő hangja minden hangulatára megoldás, ezért Miss Moodnak (magyar jelentése: „Hangulat kisasszony”) nevezte el.
2015-ben jelent meg első önálló slágere Méreg címmel, amit már 2 milliós megtekintés követett. Állítása szerint a kissé melankolikus dalt életének egy nehezebb periódusa lezárásaként írta; a mű sikeréhez SMiTHMUSiX producer is hozzájárult.

### A Vihar
A korábbi próbálkozások és dalfeldolgozások mellett első komoly sikere mégis a Vihar című sláger volt 2016 novemberében, amelyet szintén Rico-val duettben dolgozott ki; a dal 31 milliós megtekintéssel bír, mely által közösen robbantak a magyar popiparba. Azóta rendszeresen készítenek újabb és újabb slágereket, és hívják szórakozóhelyekre fellépni őket. Országosan elismert formáció a Rico x Miss Mood.

### További dalok
A Vihar után a következő közös produkciójuk a Mágnes volt, mely szintén sikeres volt a videómegosztón. További dalaik eddig nem múlták felül a Vihar sikerét. 2018. nyarán megjelent Szív című zenéje, de jellemzően jelenleg is közösen dolgozik Rico-val. Párosuk jellegzetessége, hogy fellépéseiken és klipjeikben azonos színvilágú ruházatot viselnek.
2019 júniusában Metzker Viktória lemezlovassal és Dukai Regina énekesnővel működött együtt a TITOK című projektjükben.
2021. január 11-én szintén Metzker Viktória lemezlovassal müködött együtt , mely 21 címmel tekinthető meg.

### Egyéb
2016. októberétől Youtube csatornájára Miss Mood Make Up című lejátszási listájára sminkes videókat tölt fel napjainkban is. Korábban autodidakta módon sajátította el a sminkművészetet; tehetsége révén komoly vendégkört is kialakított magának, azonban énekesi pályájának fellendülése miatt abbahagyta.
Jelenleg is árusítja kiadója, a Gold Soul Records a Miss Mood és Rico nevével fémjelzett kollekciójukat, melyekhez saját maguk álltak modellt.
2020 augusztusában a Sztárban Sztár című műsorba felkérték,sokat gondolkodott ,hogy elfogadja-e , de végül elfogadta, a 8. adásig eljutott .